# Нистратов, Валерий Вячеславович
Вале́рий Вячесла́вович Нистра́тов (род. 1973, Москва) — российский фотограф, работающий в традиции арт-документальной фотографии.

## Биография
Фотографией Валерий начал заниматься в 14 лет, когда мама подарила ему первый фотоаппарат, и уже в 17 фотография стала его профессией.
В период распада СССР Валерий Нистратов сотрудничал с Eastern Network, первым независимым фотоагентством созданным в России, где освещал все военные конфликты на территории бывшего СССР, в дальнейшем Валерий пришёл к решению больше не снимать войну.
Валерий Нистратов посвятил себя изучению и документированию повседневной жизни в Российской провинции, в странах бывшего СССР и в других странах.
Основными темами его фото-исследований являются: психологическое состояние личности (одна из его ранних и очень важных серий — серия фотографий о жизни детей в неблагополучных семьях в Москве), взаимоотношения человека с окружающей средой и поведение человека в обществе.
В период с 1993 по 2000 гг. Валерий несколько лет провёл в путешествиях, одно из них вдоль Волги (от истока до устья), где Валерий документировал повседневную жизнь крестьян в деревне и жизнь в приволжских городах. В этот период особенное внимание в его творчестве уделяется теме современного язычества, которое отразилось в серии фотографий чудом сохранившихся обрядов в деревнях Нижегородской области и республике Марий Эл. Фотографии из деревни Шутилово вдохновили Владимира Сорокина на написание сценария к фильму «Четыре» и дальнейшие съёмки фильма в этой деревне.
Итогом многолетних путешествий стала фотокнига «Лесостепь» — своего рода ретроспектива Валерия Нистратова за вышеописанный период.
В начале 2000-х Валерий Нистратов совершил поездку в Афганистан, результатом которой в 2004 году стала вторая книга Валерия Нистратова «Risse im Patriarchat». Это книга о положении женщин после падения режима Талибан, сделанная совместно с швейцарской журналисткой Джудит Хубер.
Валерий Нистратов работает с различными визуальными формами и темами. Одним из последних законченных проектов Валерия стала совместная работа с американским фотографом Джейсоном Эшкенази под названием «Титульная нация». В ходе этой работы они в течение четырёх лет собирали портреты россиян из различных слоёв общества, снятые в десяти городах России. Задачей было сделать документальные портреты «как-на-паспорт» без художественных изысков, к которым уже привыкли почитатели творчества Валерия Нистратова. Это было своего рода социально-антропологическое исследование нации, показывающее русского человека спустя 15 лет после распада СССР.
Последний проект Валерий Нистратова, над которым он работает сейчас, носит название «Документы природы». Это серия русских пейзажей, посвящённая человеко-измененному ландшафту в России.
В данный момент Валерий Нистратов преподаёт документальную фотографию в Московской школе фотографии и мультимедиа имени Родченко.

## Книги
- «Risse im Patriarchat. Frauen in Afghanistan» 2003. Publisher: Rotpunktverlag Архивная копия от 5 марта 2016 на Wayback Machine

- Обложка «Risse im Patriarchat»
- Иллюстрация из «Risse im Patriarchat»
- Иллюстрация из «Risse im Patriarchat»
- Иллюстрация из «Risse im Patriarchat»

- «Лесостепь». 2008. Издатель: Леонид Гусев. ISBN 978-5-903788-02-6

- Обложка книги «Лесостепь»
- Иллюстрация из «Лесостепь»
- Иллюстрация из «Лесостепь»
- Иллюстрация из «Лесостепь»

- «Title Nation». 2011. Архивная копия от 16 января 2014 на Wayback Machine ISBN 9053307397

- Обложка книги «Title Nation»
- Иллюстрация «Title Nation»
- Иллюстрация «Title Nation»
- Иллюстрация «Title Nation»

## Интервью
- Александр Острогорский. «Лучшие фотографы страны: Валерий Нистратов», АФИША 2012. Архивная копия от 18 июля 2012 на Wayback Machine